# Murilo Fischer
Pour les articles homonymes, voir Fischer.
Murilo Antonio Fischer, né le 16 juin 1979 à Brusque, est un coureur cycliste professionnel brésilien, qui se distingue particulièrement dans les sprints. Il est professionnel de 2004 à 2016. Il a notamment terminé à la première place du circuit continental Europe Tour en 2005, grâce à plusieurs victoires sur des semi-classiques italiennes.

## Biographie

### Jeunesse et carrière amateur
Murilo Fischer naît le 16 juin 1979 à Brusque, dans l'État de Santa Catarina. Il est passionné de vélo dès son enfance. Il pratique le VTT de juin 1995 à la fin de l'année 1996, puis passe au cyclisme sur route en 1997.
Il est champion du Brésil en catégorie junior cette année-là, ainsi qu'en 1998. Il participe à ses premiers Jeux panaméricains en 1999, à Winnipeg au Canada. En 2000, il intègre Caloi, une des meilleures équipes brésiliennes, qui lui offre un salaire lui permettant de vivre du cyclisme. Il prend part aux Jeux olympiques de Sydney, où il termine 89e de la course en ligne.
En 2001, il obtient une place de stagiaire au sein de l'équipe italienne Spercenigo, basée à Trévise, dans laquelle a couru son ami et compatriote Luciano Pagliarini. Par ses résultats, il donne satisfaction et devient coureur à part entière de cette équipe en 2002. Il y passe deux ans, gagnant notamment une étape du Baby Giro en 2002, et le championnat du monde B à Aigle, en Suisse, en 2003. Vincenzo Santoni, manager de l'équipe italienne Domina Vacanze l'engage pour trois ans.

### Carrière professionnelle

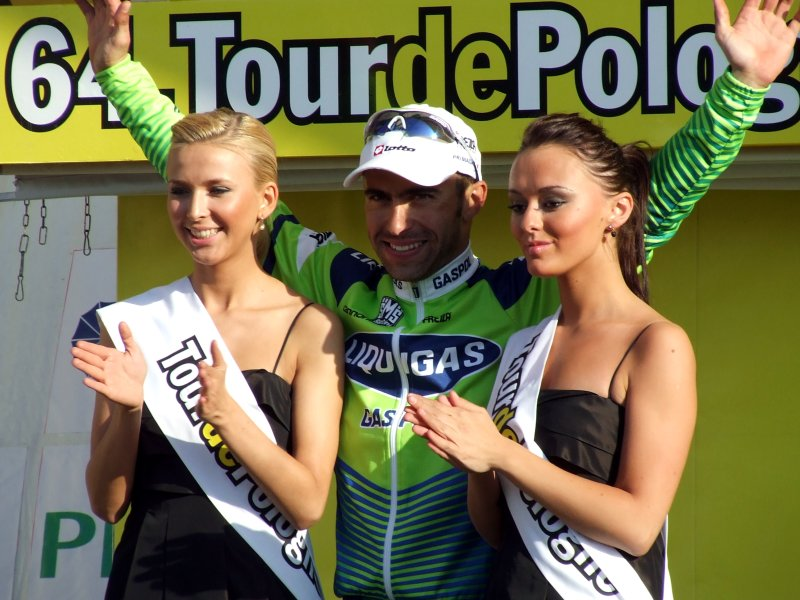
Murilo Fischer lors du Tour de Pologne 2007.

Fischer devient ainsi professionnel en 2004, au sein de cette équipe aux côtés notamment de la star du sprint Mario Cipollini. Durant cette première année qu'il juge difficile, et marquée par des problèmes physiques, il dispute les Jeux olympiques d'Athènes (62e de la course en ligne) et les championnats du monde sur route.
En mai 2005, il obtient ses premières victoires avec son équipe, désormais nommée Naturino-Sapore di Mare, en gagnant deux étapes de l'Uniqa Classic, en Autriche. En juillet, il gagne une étape du Tour du lac Qinghai, en Chine. Le mois suivant, il est deuxième du Tour du Latium derrière Filippo Pozzato, puis acquiert son premier succès en Italie, le Trophée de la ville de Castelfidardo. En forme, il obtient deux nouveaux podiums à la Coppa Bernocchi et au Gran Premio Industria e Commercio Artigianato Carnaghese. En septembre, il s'impose au Grand Prix de l'industrie et du commerce de Prato, puis participe au championnat du monde sur route, dont il prend la cinquième place. Sur la lancée de ces bons résultats, il gagne encore trois courses en Italie (Mémorial Cimurri, Grand Prix Bruno Beghelli et Tour du Piémont), ce qui lui permet d'être le premier lauréat de l'UCI Europe Tour.
Il poursuit sa carrière dans l'équipe ProTour Liquigas de 2007 à 2009. En 2007, il dispute son premier Tour de France, durant lequel il se classe troisième de la onzième étape. En septembre, il gagne une étape du Tour de Pologne, puis prend la tête du classement général de cette course à la veille de l'arrivée. Il ne la conserve cependant pas, perdant quatre minutes lors de la dernière étape. Deux semaines plus tard, il est vingtième du championnat du monde sur route, à Stuttgart. En 2008, il prend à nouveau part au Tour de France, puis aux Jeux olympiques de Pékin, où il est dix-neuvième de la course en ligne. En septembre, il occupe une nouvelle fois la tête du classement général du Tour de Pologne pendant une journée. En 2009, il obtient sa deuxième victoire avec Liquigas, le Tour de Romagne. Son équipe ne le conserve toutefois pas à l'issue de cette saison.
Après avoir été annoncé dans l'équipe Acqua & Sapone pour la saison 2010, Fischer signe finalement pour la formation américaine Garmin-Transitions,. Il aura la tâche d'épauler l'autre sprinteur de l'équipe Tyler Farrar. 

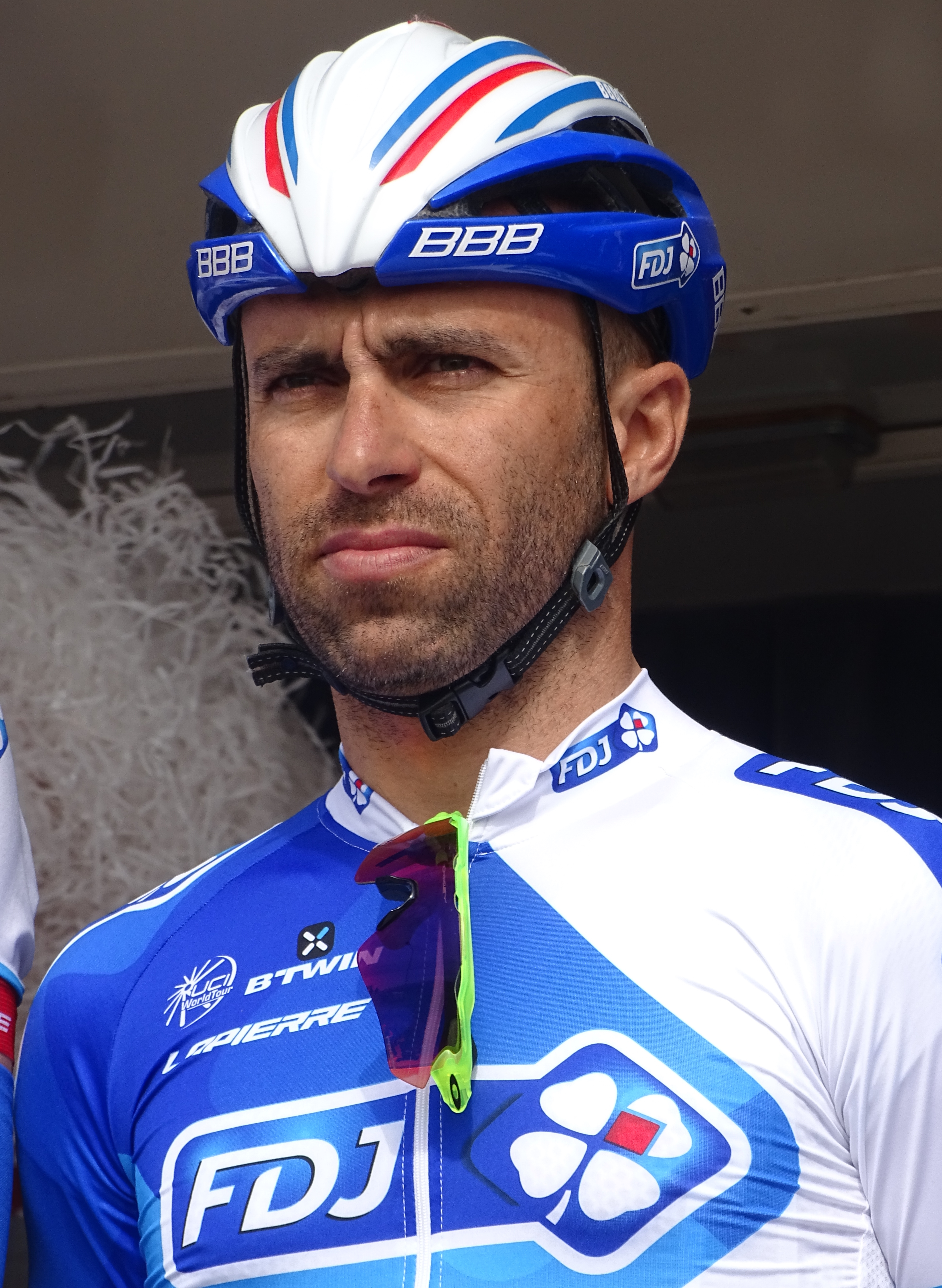
Murilo Fischer au Grand Prix de Denain 2015.

Après trois saisons dans cette équipe et deux titres de Champion du Brésil, il est recruté en 2013 par l'équipe FDJ et participe aux classiques flandriennes comme Paris-Roubaix. En juillet, il est sélectionné par Marc Madiot pour participer à son troisième Tour de France avec pour tâche d'épauler Nacer Bouhanni dans les sprints et Thibaut Pinot dans les étapes de plaine.
Au mois d'août 2015, il prolonge d'un an son contrat avec l'équipe FDJ. Le mois suivant, en parvenant au terme du Tour d'Espagne, il devient le premier coureur brésilien à avoir terminé les trois grands tours.

## Palmarès et classements mondiaux

### Palmarès
- 1997
  -  Champion du Brésil sur route juniors
- 1998
  -  Champion du Brésil sur route juniors
- 1999
  - Torneio de Verão
- 2000
  - Prova Ciclística 9 de Julho
  - 2e du Tour de Rio de Janeiro
- 2001
  - Torneio de Verão
  - 5e étape du Tour de l'Uruguay
  - 2e de la Copa América de Ciclismo
- 2002
  - Circuito di Colle Umberto
  - 4e étape du Baby Giro
  - 1re étape du Tour de Rio de Janeiro
  - 3e du Tour de Rio de Janeiro
- 2003
  -  Champion du monde sur route "B"
  - Gran Premio Brefer
  - La Popolarissima
  - Circuito del Bosco
  - Giro del Medio Polesine
  - Gran Premio Sportivi di Podenzano
  - 2e du Trofeo Hotel Gemelli
- 2005
  - Vainqueur de l'UCI Europe Tour
  - 1re et 2e étapes de l'Uniqa Classic
  - 3e étape du Tour du lac Qinghai
  - Trophée de la ville de Castelfidardo
  - Grand Prix de l'industrie et du commerce de Prato
  - Mémorial Cimurri
  - Grand Prix Bruno Beghelli
  - Tour du Piémont
  - 2e du Tour du Latium
  - 2e de l'Uniqa Classic
  - 3e du Grand Prix de l'industrie, du commerce et de l'artisanat de Carnago
  - 3e de la Coppa Bernocchi
  - 5e du championnat du monde sur route
- 2007
  - 4e étape du Tour de Pologne
  - 2e du Grand Prix de l'industrie et du commerce de Prato
  - 3e du Trofeo Calvia
- 2008
  - 4e de la Vattenfall Cyclassics
- 2009
  - Tour de Romagne
- 2010
  -  Champion du Brésil sur route
  - 2e du Grand Prix Nobili Rubinetterie-Coppa Città di Stresa
- 2011
  -  Champion du Brésil sur route
  - Trofeo Magaluf-Palmanova
- 2012
  - 2e étape du Tour du Qatar (contre-la-montre par équipes)

### Résultats sur les grands tours

#### Tour de France

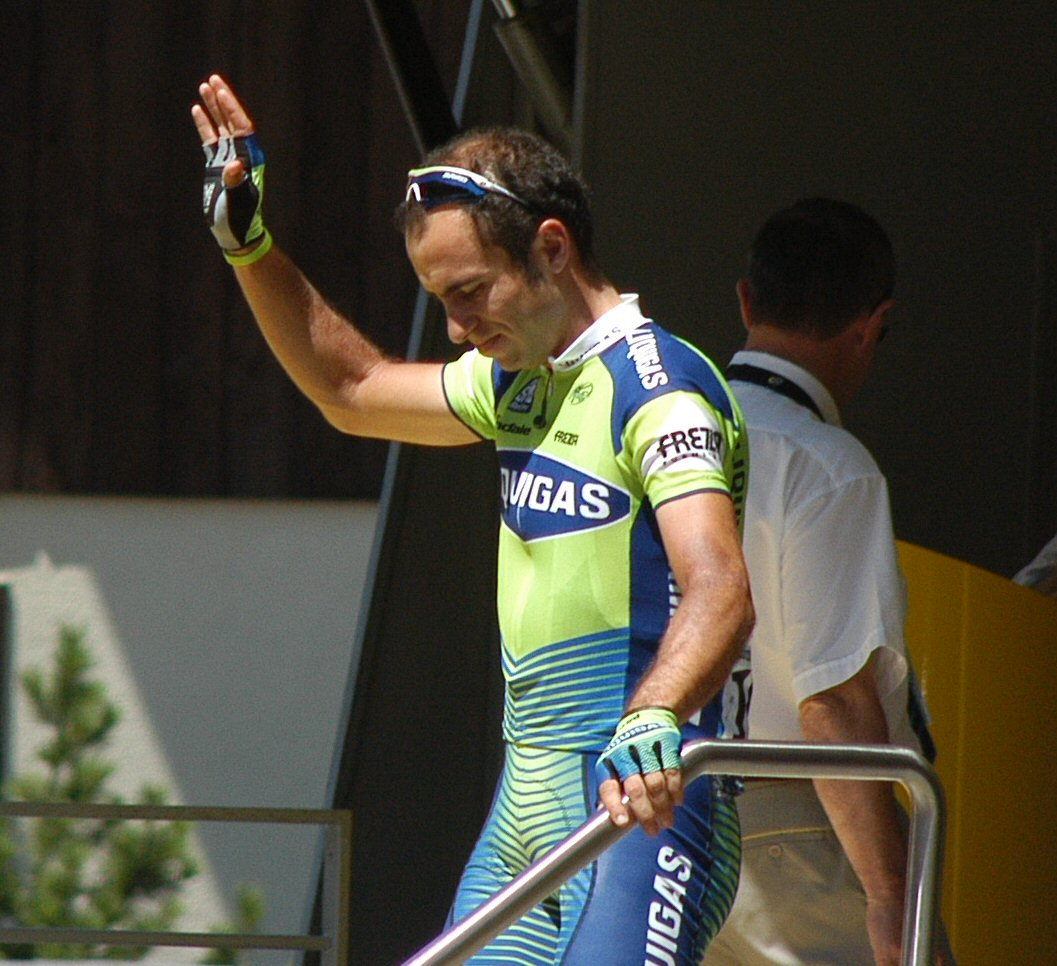
Murilo Fischer durant le Tour de France 2007.

3 participations
- 2007 : 101e
- 2008 : 76e
- 2013 : 133e

#### Tour d'Italie
6 participations
- 2010 : 112e
- 2011 : abandon (17e étape)
- 2013 : 147e
- 2014 : 135e
- 2015 : 130e
- 2016 : 152e

#### Tour d'Espagne
4 participations
- 2011 : non-partant (9e étape)
- 2014 : abandon (13e étape)
- 2015 : 156e
- 2016 : abandon (5e étape)

### Classements mondiaux
| Année                  | 2005 | 2006 | 2007 | 2008 | 2009 | 2010 | 2011 | 2012 | 2013 | 2014 | 2015 | 2016 |
| ---------------------- | ---- | ---- | ---- | ---- | ---- | ---- | ---- | ---- | ---- | ---- | ---- | ---- |
| Classement ProTour     |      |      | 149e | 54e  |      |      |      |      |      |      |      |      |
| Calendrier mondial UCI |      |      |      |      | 230e | nc   |      |      |      |      |      |      |
| UCI World Tour         |      |      |      |      |      |      | nc   | 240e | nc   | nc   | nc   | nc   |
| UCI Asia Tour          | 28e  |      |      |      |      |      |      |      |      |      |      |      |
| UCI Europe Tour        | 1er  | 487e |      |      |      |      |      |      |      |      |      |      |